# Loxophlebia rubripicta
Loxophlebia rubripicta là một loài bướm đêm thuộc phân họ Arctiinae, họ Erebidae.